# 金昭熙
金昭熙（韓語：김소희，1994年1月29日—）是一名韩国女子跆拳道运动员。她在2016年里约热内卢奥运会中，参加了女子跆拳道49公斤级比赛，并获得女子跆拳道比赛金牌。2016年时，她的世界排名为第10名。